# Songthela xiujian
Espèce
Songthela xiujian est une espèce d'araignées mésothèles de la famille des Liphistiidae.

## Distribution
Cette espèce est endémique du Hunan en Chine,. Elle se rencontre à Huaihua.

## Description
Le mâle holotype mesure 13,61 mm et la femelle 12,99 mm, les mâles mesurent de 13,09 à 13,61 mm et les femelles de 11,04 à 14,27 mm.

## Systématique et taxinomie
Cette espèce a été décrite par Li, Chen, Liu, Li et Xu en 2022.

## Étymologie
Son nom d'espèce lui a été donné en référence au lieu de sa découverte, Xiujian.

## Publication originale
- Li, Chen, Liu, Li & Xu, 2022 : « An integrative approach reveals high species diversity in the primitively segmented spider genus Songthela (Mesothelae, Liphistiidae) from Hunan, China. » Invertebrate Systematics, vol. 36, no 2, p. 160-198.